# Umberto Cerboni
Umberto Cerboni (Roma, 1º ottobre 1891 – Trambileno, 17 maggio 1916) è stato un militare italiano.

## Biografia
Di nobile famiglia romana frequentò prima la Scuola Militare Nunziatella a Napoli e poi l'Accademia militare di Modena che terminò con il grado di sottotenente nell'agosto 1914. In seguito fu assegnato all'80º Reggimento di Fanteria con il quale entrò in guerra nel maggio 1915.
Il 24 maggio 1915 varcò con la Brigata Roma il confine al Passo Pian delle Fugazze e prese parte al comando della 9ª compagnia del 80º Reggimento alla occupazione della Vallarsa in Trentino. Furono occupati il Forte Pozzacchio, precedentemente abbandonato dagli Austro-ungarici, il Monte Spil e il Col Santo nella parte occidentale del Pasubio tra la Vallarsa e la Val Terragnolo.
Nel febbraio 1916 fu promosso a tenente. All'inizio dell'offensiva austro-ungarica del maggio 1916, la cosiddetta Strafexpedition si trovò con la sua compagnia in fondo valle lungo il torrente Leno di Vallarsa dove la 8ª e 9ª compagnia resistettero per due giorni agli attacchi degli imperiali e subendo le prime perdite. Il 17 maggio Cerboni ricevette l'ordine di ripiegare e risalì con i superstiti i fianchi sulla destra orografica della valle per stabilirsi come ordinato sull'Altopiano di Pozza, piccola frazione del comune di Trambileno sotto le pendici occidentali del Col Santo.
Appena attestato in loco e dopo aver occupato una trincea fu accerchiato da truppe appartenenti alla 18ª Brigata di montagna austro-ungarica sotto il comando del Maggior Generale František Škvor, che gli intimarono la resa. Umberto Cerboni, pur ferito, rifiutò di arrendersi e anzi contrattaccò seguito dai suoi uomini, la maggioranza dei quali proveniva dalle provincie di Napoli, Caserta, Benevento, Cosenza, Messina e Siracusa. Esaurite le munizioni, Cerboni proseguì l'assalto all'arma bianca, fino ad essere sopraffatto e colpito a morte. Alla memoria gli fu consegnato nel 1923 la Medaglia d'oro al valor militare.
Al tenente Cerboni è stata dedicata una targa sulla cosiddetta Strada degli Eroi, originariamente una mulattiera, che è stata ampliata e migliorata a partire dal 1937 ed inaugurata il 26 giugno 1938 sul monte Pasubio. La strada parte dalla galleria dedicata al generale Giuseppe d’Havet e termina al rifugio Achille Papa, e lungo di essa sono collocate le effigi di Cerboni e delle altre medaglie d'oro, tra cui quella del colonnello Edoardo Suarez, anch'egli ex-allievo della Nunziatella.
La sua città natale, Roma, gli ha dedicato una strada nel quartiere della Balduina.